# 清朝亲王列表
和硕亲王（简称亲王）为清朝宗室以及回部王公的最高爵位，外藩蒙古王公的第二等爵位（第一等为“汗”）。本条目列出了清朝历史上的宗室亲王，包括追封以及被夺爵的亲王，以及外藩亲王（包括外藩蒙古亲王和回部亲王。西藏王公中清朝始终未封亲王，最高仅封郡王）。有关外藩亲王的内容，可参见外藩蒙古王公、回部王公等。

## 宗室亲王

### 登基称帝
- 和硕雍亲王（后登基为雍正帝）
- 和硕宝亲王（后登基为乾隆帝）
- 和硕嘉亲王（后登基为嘉庆帝）
- 和硕智亲王（后登基为道光帝）

| 父亲   | 关系     | 封号       | 母亲       | 姓名       | 年代          | 陵墓 |
| ------ | -------- | ---------- | ---------- | ---------- | ------------- | ---- |
| 康熙帝 | 皇四子   | 和硕雍亲王 | 孝恭仁皇后 | 爱新觉罗氏 | 1678年—1735年 | 泰陵 |
| 雍正帝 | 皇四子   | 和硕宝亲王 | 孝圣宪皇后 | 爱新觉罗氏 | 1735年—1796年 | 裕陵 |
| 乾隆帝 | 皇十五子 | 和硕嘉亲王 | 孝仪纯皇后 | 爱新觉罗氏 | 1760年—1820年 | 昌陵 |
| 嘉庆帝 | 皇二子   | 和硕智亲王 | 孝淑睿皇后 | 爱新觉罗氏 | 1782年—1850年 | 慕陵 |

### 世袭罔替
- 和硕礼亲王（和硕巽亲王，和硕康亲王）
- 和硕睿亲王
- 和硕豫亲王
- 和硕郑亲王（和硕简亲王）
- 和硕肃亲王（和硕显亲王）
- 和硕承泽亲王（和硕庄亲王）
- 和硕怡亲王
- 和硕恭亲王
- 和硕醇亲王
- 和硕庆亲王

### 铁帽子王列表
| 父亲     | 关系     | 谥号             | 母亲       | 姓名       | 年代          | 陵墓 |
| -------- | -------- | ---------------- | ---------- | ---------- | ------------- | ---- |
| 努尔哈赤 | 皇二子   | 礼烈亲王代善     | 元妃       | 爱新觉罗氏 | 1583年—1648年 | 不详 |
| 努尔哈赤 | 皇十四子 | 睿忠亲王多爾袞   | 孝烈武皇后 | 爱新觉罗氏 | 1612年—1650年 | 不详 |
| 努尔哈赤 | 皇十五子 | 豫亲王多鐸       | 孝烈武皇后 | 爱新觉罗氏 | 1614年—1649年 | 不详 |
| 舒爾哈齊 | 六子     | 郑献亲王濟爾哈朗 | 不详       | 爱新觉罗氏 | 1599年—1655年 | 不详 |
| 皇太極   | 皇长子   | 肃武亲王豪格     | 清太宗繼妃 | 爱新觉罗氏 | 1609年—1648年 | 不详 |
| 皇太極   | 皇五子   | 承泽裕亲王硕塞   | 清太宗侧妃 | 爱新觉罗氏 | 1629年—1655年 | 不详 |
| 康熙帝   | 皇十三子 | 怡贤亲王胤祥     | 敬敏皇贵妃 | 爱新觉罗氏 | 1686年—1730年 | 不详 |
| 道光帝   | 皇六子   | 恭忠亲王奕訢     | 孝静成皇后 | 爱新觉罗氏 | 1833年—1898年 | 不详 |
| 道光帝   | 皇七子   | 醇贤亲王奕譞     | 莊順皇貴妃 | 爱新觉罗氏 | 1840年—1891年 | 不详 |
| 绵性     | 长子     | 庆密亲王奕劻     | 不详       | 爱新觉罗氏 | 1838年—1917年 | 不详 |

### 降等后世袭罔替
- 和硕成亲王（岳托）

### 降等承袭
- 和硕颖亲王
- 和硕英亲王
- 和硕敬谨亲王
- 和硕端重亲王
- 和硕惠亲王
- 和硕安亲王
- 和硕襄亲王
- 和硕裕亲王
- 和硕恭亲王（常宁）
- 和硕荣亲王
- 和硕理亲王
- 和硕纯亲王
- 和硕恒亲王
- 和硕淳亲王
- 和硕廉亲王
- 和硕履亲王
- 和硕果亲王
- 和硕和亲王
- 和硕諴亲王
- 和硕定亲王
- 和硕质亲王
- 和硕成亲王（永瑆）
- 和硕仪亲王
- 和硕惇亲王
- 和硕瑞亲王

### 追封
- 榮親王
- 端亲王（谥号端）
- 怀亲王（谥号怀）
- 哲亲王

| 父亲   | 关系   | 谥号       | 母亲         | 姓名       | 年代          | 陵墓 |
| ------ | ------ | ---------- | ------------ | ---------- | ------------- | ---- |
| 顺治帝 | 皇四子 | 榮親王     | 孝獻端敬皇后 | 爱新觉罗氏 | 1657年—1658年 | -    |
| 雍正帝 | 长子   | 端亲王弘暉 | 孝敬憲皇后   | 爱新觉罗氏 | 1697年—1704年 | 西陵 |
| 雍正帝 | 皇八子 | 怀亲王福惠 | 敦肃皇贵妃   | 爱新觉罗氏 | 1721年—1728年 | 西陵 |
| 乾隆帝 | 皇七子 | 哲亲王永琮 | 孝賢純皇后   | 爱新觉罗氏 | 1746年—1747年 | -    |

## 外藩亲王

### 外藩蒙古亲王
标有符号*的为闲散亲王，其余为扎萨克亲王。

#### 内扎萨克蒙古

##### 哲里木盟
- 科尔沁右翼中旗扎萨克和硕土谢图亲王
- 科尔沁左翼中旗扎萨克和硕达尔罕亲王
- 科尔沁右翼后旗和硕卓哩克图亲王*
- 科尔沁左翼后旗扎萨克和硕博多勒噶台亲王

##### 锡林郭勒盟
- 乌珠穆沁右翼旗扎萨克和硕车臣亲王

##### 烏蘭察布盟
- 喀尔喀右翼旗扎萨克和硕达尔罕亲王

#### 外札薩克蒙古

##### 外蒙古土謝圖汗部
- 土谢图汗部右翼左旗扎萨克和硕亲王

##### 外蒙古賽音諾顏部
- 赛音诺颜部旗扎萨克和硕亲王
- 赛音诺颜部中左末旗扎萨克亲王

##### 外蒙古车臣汗部
- 车臣汗部左翼中旗扎萨克和硕亲王

##### 外蒙古科布多
- 杜尔伯特前旗扎萨克和硕亲王

##### 西套蒙古
- 阿拉善旗扎萨克和硕亲王

##### 新疆蒙古
- 北路旧土尔扈特旗布延图扎萨克和硕亲王

### 回部亲王
- 哈密扎萨克和硕亲王

## 不列外藩親王
- 綽羅斯和碩親王：达瓦齐
- 忠勇亲王 → 忠武亲王：张勋
- 平西王 → 平西亲王：吴三桂
- 智顺王 → 平南王 → 平南亲王：尚可喜
- 平南亲王：尚之孝、尚之信
- 怀顺王 → 靖南王：耿仲明
- 靖南王：耿继茂、耿精忠
- 恭顺王 → 定南王：孔有德
- 义王：孙可望、孙征淇、	孙征淳

## 參见
- 藩王